# Chapman Stick

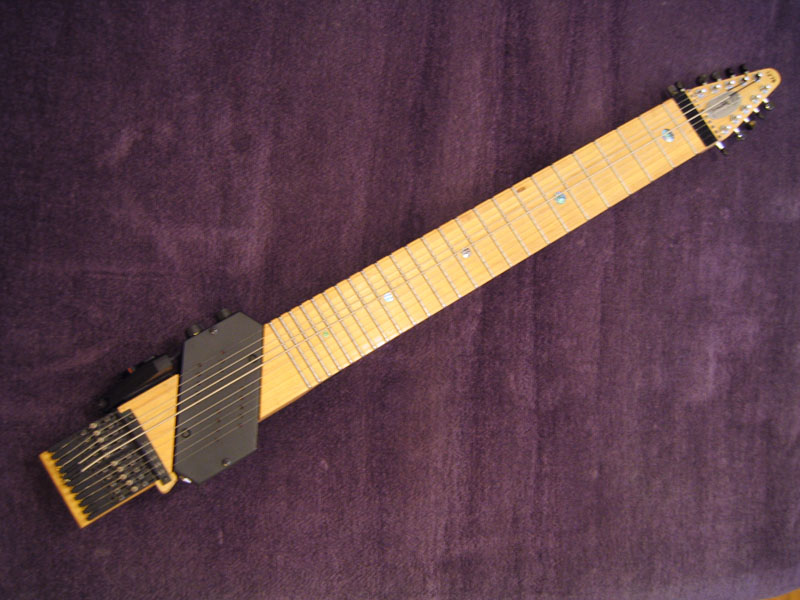
En Chapman Stick med 10 strängar

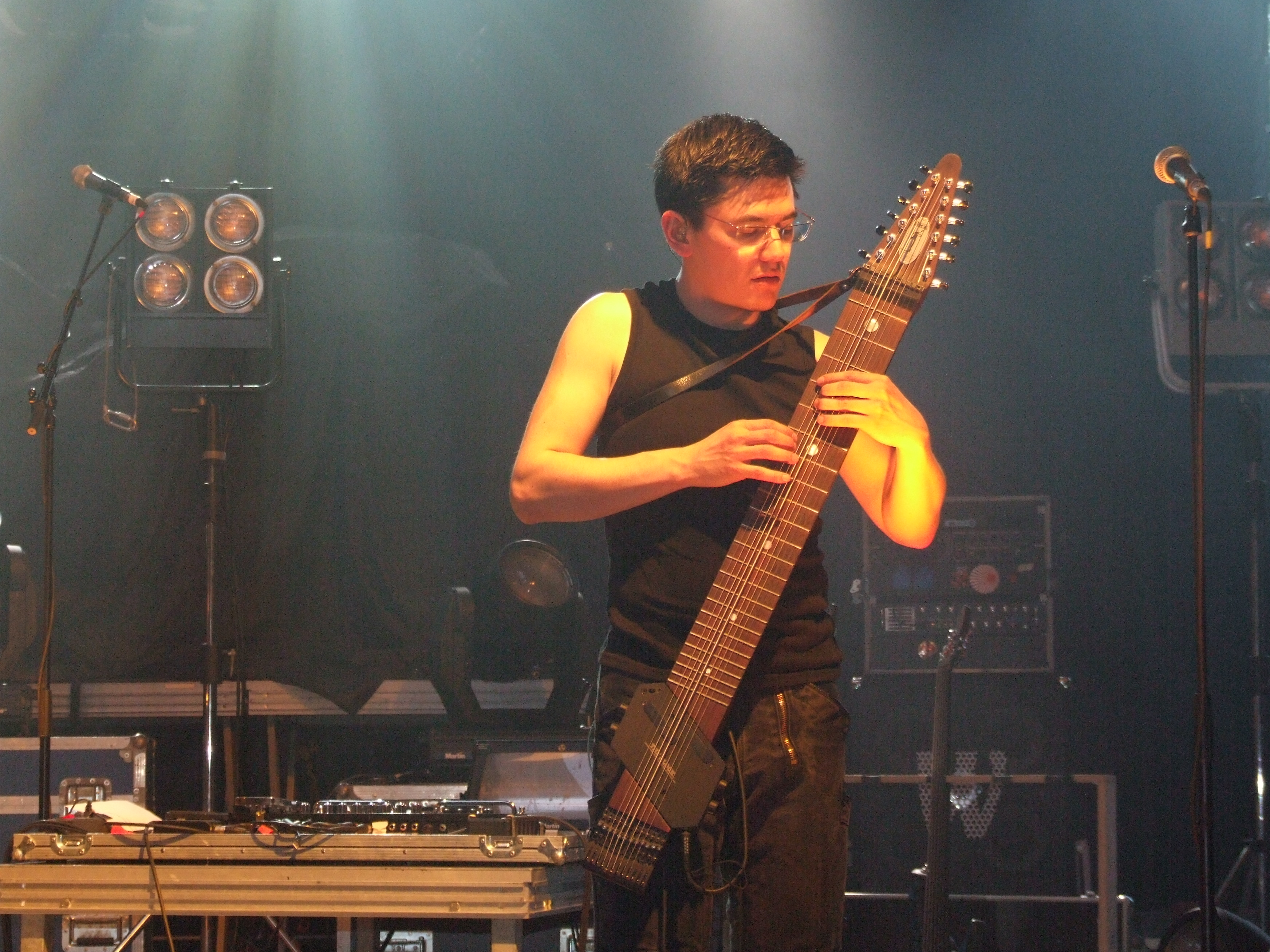
Chapman Stick, Bruder Frank of Band Saltatio Mortis

Chapman Stick är ett musikinstrument som uppfanns av Emmett Chapman i slutet av 1960-talet. Instrumentet kan liknas vid en greppbräda från en elgitarr men det är bredare och längre. Nuvarande modeller har en mensur på 36 tum men tidigare har mensuren varit 34 tum. En Chapman Stick har 8, 10 eller 12 strängar beroende på modell. Tony Levin är en av de mest kända Chapman Stick-spelarna och i Sverige finns bl.a. basisten och Stick-spelaren Jan Hellman.
En modell med 26,5 tums mensur finns också och kallas "Alto Stick". Denna finns endast med 10 strängar, vilka stäms ungefär en oktav högre än den traditionella modellen.
På vanliga stränginstrument väljs först tonhöjd genom att man trycker ner strängarna mot bandet på greppbrädan med ena handen, och därefter skapas tonen genom att man knäpper strängen med andra handen. På en stick behöver man inte knäppa strängen med den andra handen. Istället används samma hand för att välja strängens tonhöjd och samtidigt skapa tonen, genom att man slår mot strängen strax ovanför bandet. 
En Chapman Stick däremot spelar man på genom så kallad tapping. Det innebär att man bara trycker ner strängarna och får dem att vibrera, vibrationerna tas sedan upp av en mikrofon. På så sätt "frigör" man höger hand. Denna används då på samma sätt som vänsterhanden och det har Emmett Chapman utnyttjat i konstruktionen på instrumentet.
Han har delat in strängarna i två grupper, en melodigrupp och en basgrupp. Varje hand tar hand om varsin grupp och på sätt kan man spela melodislingor med höger hand och kompa sig själv med vänster.
Om man vill köpa en Chapman Stick får man räkna med en väntetid på tre till sex månader. Verkstaden ligger i anslutning till Emmett Chapmans hus i Woodland Hills i norra Los Angeles och instrumenten byggs i produktionsserier av varierande storlek.

## Fotnoter
1. ↑  Getting a Stick Arkiverad 18 september 2008 hämtat från the Wayback Machine.